# 덕성여자대학교
덕성여자대학교(德成女子大學校, Duksung Women's University)는 대한민국의 4년제 종합 여자 사립대학교이다. 서울특별시 도봉구에 캠퍼스를 두고 있으며, 종로구에 평생대학원과 법인 등이 위치하고 있다.
덕성여자대학교는 여성독립운동가가 최초로 설립한 여학교이다. 대학의 한글 약칭은 덕성여대·덕성·덕대이고, 영문 약칭은 Duksung·DSU·DSWU이다. 주변에 위치한 전철역은 서울 경전철 우이신설선의 4.19민주묘지(덕성여대)역이다.

## 연혁
1920년 차미리사가 설립한 근화학원(槿花學園)이 덕성여대의 모태이다.
덕성여자대학교의 모태가 된 근화학원은 차미리사 선생이 설립하였다. 설립자 차미리사 선생은 일제 강점기 조국의 자주 독립을 쟁취하기 위해서는 무엇보다 교육을 통한 구국운동이 필요하며, 특히 여성 교육이 시급하다 여겼다. 이에 3.1운동의 독립 정신을 이어받아 1920년 여성 교육을 위한 〈조선여자교육회〉를 결성하였고, 그 해 4월 19일 종교 예배당을 빌어 〈여자야학회〉를 설치하여 소외 받은 여성들을 가르쳤다.
- 2014년 : 교육부 선정 정부재정지원제한대학[1]
- 2018년 : 교육부 대학기본역량진단평가 결과 역량강화대학 선정 및 조건부 일반재정지원[2]

## 교육편제
다음은 2014년 기준, 덕성여자대학교의 학부와 대학원 과정 일람이다.

### 학부
학부 과정에는 7개 단과대학, 37개 학과가 있다.
- 인문과학대학
- 사회과학대학
- 공과대학
- 자연과학대학
- 예술대학
- 약학대학
- 차미리사교양대학
- 교직학부

### 대학원
- 일반대학원
- 교육대학원 - 유아교육, 상담심리, 영양교육, 평생교육
- 문화산업대학원 - FT마케팅, FT상품디자인, 임상약학, 아동상담, 임상 및 상담심리

## 같이 보기
- 대한민국의 교육